# Dorothee Kern
Dorothee Kern (1966) é uma bioquímica alemã, professora de bioquímica na Universidade Brandeis, ex-jogadora da equipe nacional de basquete da Alemanha Oriental. Publicou artigos sobre, e continua a pesquisar, o enovelamento de proteínas, especialmente usando técnicas de ressonância magnética nuclear.